# 临沂第二十四中学
临沂第二十四中学，位于山东省临沂市河东区，始建于1997年，原名临沂市河东区第一中学。2009年按照临沂市政府编制改为现名。

## 历史
1997年1月，临沂市河东区第一中学建立。
2012年3月，河东区人民政府发布《河东区教育优先发展三年规划（2012—2014年）建设实施方案》，直接促进了临沂第二十四中的进一步发展。
2015年，临沂第二十四中北校区建设工作基本完成。
2015年6月，河东区直属的另外两所高中学校（临沂第二十五中学、临沂第二十六中学）并入临沂第二十四中学，其中原临沂第二十五中学成为临沂第二十四中学东校区。但如今东校区已被废除。